# Coffee Board (India)
De Coffee Board in India is opgericht in 1942, door middel van de Coffee Act VII of 1942, ter ondersteuning van de koffieteelt die achteruit ging in de Tweede Wereldoorlog. Het is nu een onderdeel van het federale Ministerie van Handel en Industrie. Het hoofdkantoor is gevestigd in Bangalore, vlak bij de traditionele teeltgebieden in de West-Ghats in de staten Karnataka, Kerala en Tamil Nadu.
Koffieteelt op commerciële schaal is in de 18e eeuw begonnen in India. De teelt is voornamelijk op export gericht. Ongeveer 65% van de oogst wordt geëxporteerd.

## Taken van de Board
De deregulering in 1996 heeft de taken van de Board veranderd ten opzichte van die in de wet van 1942. Vanaf 1996 konden de exporteurs van koffie zelfstandig exporteren. Tot de nieuwe taken van de Board behoorden het stimuleren van de productie, productiviteit, kwaliteit en export, evenals het ondersteunen van de thuismarkt en het registreren van de exporteurs. Ook moest de Board certificaten van oorsprong voor koffie uitgeven volgens het International Coffee Agreement en onderzoek doen naar koffieteelt en -verwerking.

## Teelt van koffie in India

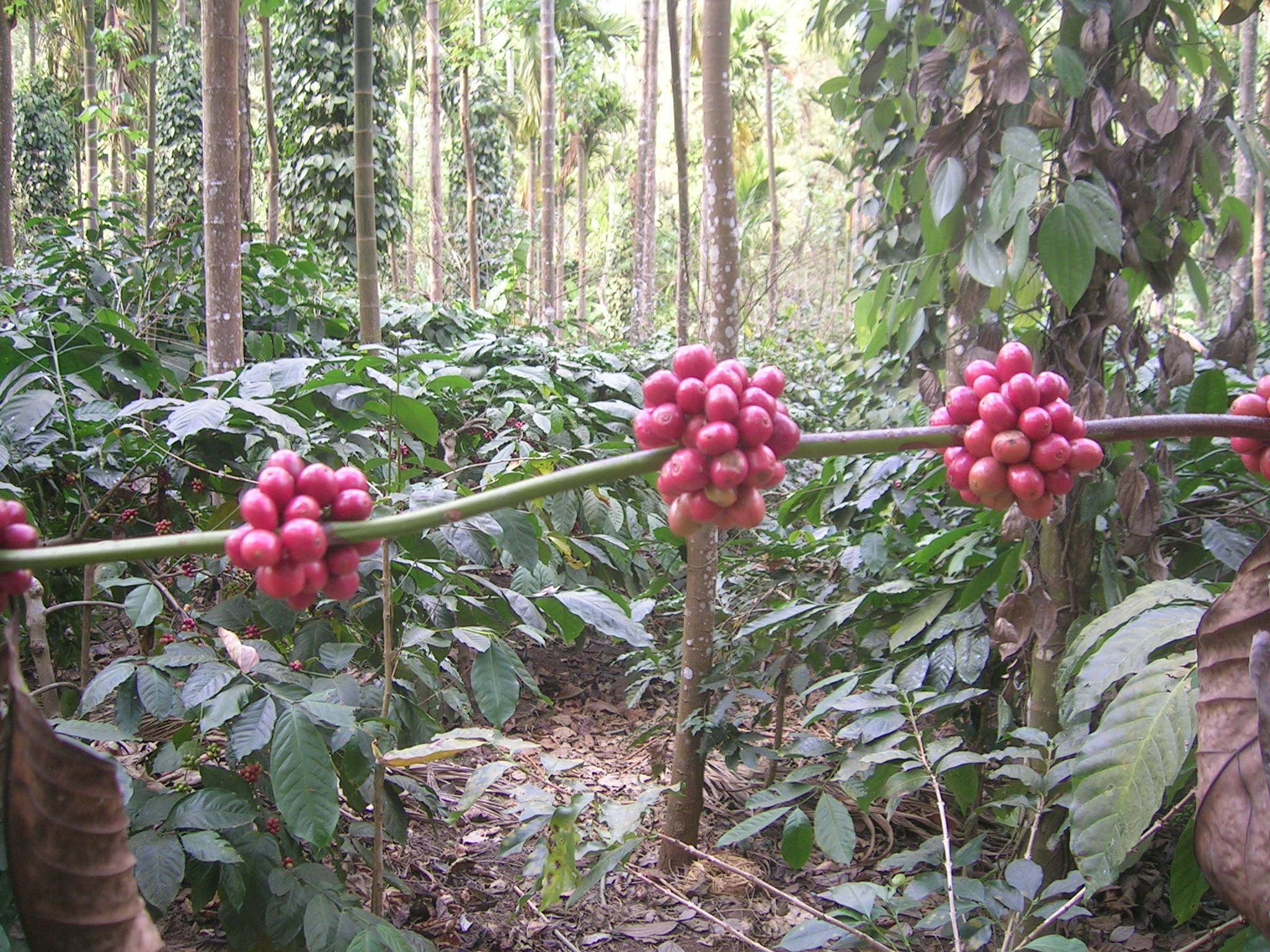
Koffieplanten in een plantage in het district Chikmagalur

De koffie in India wordt geteeld in de schaduw. De plantages bestaan uit een systeem van twee lagen planten. Zo'n 50 soorten bomen bieden de schaduw aan de koffie op het lagere niveau. De boomlaag en een deel van de lagere laag wordt ook gebruikt voor de teelt van andere gewassen, zoals peper, sinaasappel, banaan, betelnoot, mango, kardemom, vanille, gember, ananas, nangka, groentes, en medicinale planten.
In India worden twee soorten koffie geteeld, de oorspronkelijke arabica-koffie en de later geïntroduceerde robusta-koffie. De robusta-soort werd geïntroduceerd rond 1900, toen de Arabica last kreeg van de witte koffiebessenboorder (Xylotrechus quadripes) en koffieroest (zie robusta-koffie). De robusta kon daar toen beter tegen.
De teeltomstandigheden voor arabica en robusta verschillen. De robusta groeit beter in warm en vochtig laagland, de Arabica beter op wat koelere hellingen. De onderstaande tabel laat een vergelijking zien.
| Klimaatfactor          | arabica              | robusta              |
| ---------------------- | -------------------- | -------------------- |
| weer                   | koel, gelijkmatig    | warm, vochtig        |
| temperatuur            | 15–25 °C             | 20–30 °C             |
| relatieve vochtigheid  | 70-80%               | 80-90%               |
| regenval per jaar      | 1600–2500 mm         | 1000–2000 mm         |
| hoogte boven zeeniveau | 1000–1500 m          | 500–1000 m           |
| helling                | licht tot matig      | valsplat tot licht   |
| grondsoort             | rijk, goede drainage | rijk, goede drainage |

De traditionele teeltgebieden van koffie in India zijn in de West-Ghats in de staten Karnataka, Kerala and Tamil Nadu. Nieuwere teeltgebieden worden ontwikkeld in de noordoostelijke staten en in de Oost-Ghats in het grensgebied van Andhra Pradesh en Odisha. De tabel hieronder geeft een overzicht van de verschillende teeltgebieden. De grootte van het teeltgebied is aangegeven in vierkante kilometer (km²), de productie omvang in kilo-ton (kton). De hoeveelheid neerslag er gebied is aangegeven in decimeter (dm).
| Koffiegebied (staat)            | Hoogte [m] | Regenval [dm] | Soort   | Bebouwd land [km²] | Productie [kton] | parallelle gewassen                                 |
| ------------------------------- | ---------- | ------------- | ------- | ------------------ | ---------------- | --------------------------------------------------- |
| Anamalais (Tamil Nadu)          | 1000-1400  | 25-30         | arabica | 25                 | 1,5              | peper, sinaasappel, banaan                          |
| Araku valley (Andhra Pradesh)   | 900-1100   | 10-12         | arabica | 200                | 3,1              | peper, mango, nangka, groentes                      |
| Bababudangiris (Karnataka)      | 1000-1500  | 17-22         | arabica | 150                | 10               | peper, kardemom, betelnoot                          |
| Biligiris (Karnatka/Tamil Nadu) | 1500-2000  | 11-12         | arabica | 8                  | 0,7              | sinaasappel, banaan, peper                          |
| Brahmaputra (noord-oost staten) | 800-1200   | 15-20         | arabica | 50                 | 0,3              | ananas, peper, nangka, groentes                     |
| Chikmagalur (Karnataka)         | 700-1200   | 10-45         | arabica | 370                | 29               | peper, kardemom, betelnoot,sinaasappel, vanille     |
| Chikmagalur (Karnataka)         | 700-1200   | 10-45         | robusta | 230                | 30               | peper, kardemom, betelnoot, sinaasappel, vanille    |
| Coorg (Karnataka)               | 750-1100   | 10-25         | arabica | 260                | 24               | peper, kardemom, sinaasappel, banaan, betelnoot     |
| Coorg (Karnataka)               | 750-1100   | 10-25         | robusta | 560                | 69               | peper, kardemom, sinaasappel, banaan, betelnoot     |
| Manjarabad (Karnataka)          | 900-1100   | 10-25         | arabica | 317                | 21               | peper, kardemom, sinaasappel, betelnoot, banaan     |
| Manjarabad (Karnataka)          | 900-1100   | 10-25         | robusta | 94                 | 9,5              | peper, kardemom, sinaasappel, betelnoot, banaan     |
| Nilgiris (Tamil Nadu)           | 900-1400   | 16-26         | arabica | 36                 | 1,4              | peper, sinaasappel, banaan, gember, groentes        |
| Nilgiris (Tamil Nadu)           | 900-1400   | 16-26         | robusta | 40                 | 2,8              | peper, sinaasappel, banaan, gember, groentes        |
| Pulneys (Tamil Nadu)            | 600-2000   | 10-16         | arabica | 140                | 7,5              | sinaasappel, banaan, peper, kardemom, groentes      |
| Sheveroys (Tamil Nadu)          | 900-1500   | 8-15          | arabica | 50                 | 3,0              | sinaasappel, banaan, peper                          |
| Travancore (Kerala)             | 400-1600   | 20-40         | robusta | 130                | 9,0              | peper, banaan, gember, groentes, medicinale planten |
| Wayanad (Kerala)                | 600-900    | 11-12         | robusta | 670                | 54               | peper, banaan, gember, groentes                     |

In totaal wordt voor arabica 1600 km² gebruikt en 100 kton geproduceerd, voor robusta 1700 km² en 175 kton.

## Export en prijzen
Grote afnemers in de eerste helft van 2016 waren Italië (5700 ton), België (5500 ton), Duitsland (4800 ton) en Jordanië (4500 ton). Prijzen voor koffie variëren naargelang de oogst en de vraag. Halverwege 2016 waren de prijzen ongeveer 225 roepie per kilo voor arabica-koffie en 125 roepie per kilo voor robusta-koffie.